# گریر (کارولینای جنوبی)
گریر(به انگلیسی: Greer) شهری در ایالت کارولینای جنوبی کشور ایالات متحده آمریکا است که جمعیت آن در سرشماری سال ۲۰۱۰ میلادی، ۲۵٬۵۱۵ نفر بوده‌است.